# Berkane (provincie)
Berkane is een provincie in de Marokkaanse regio Oriental.
Berkane telt 270.328 inwoners (2004) op een oppervlakte van 1985 km².